# Аль-Васик аль-Мутаггар
Аль-Васик аль-Мутаггар (араб. الواثق المطهر بن محمد; 1303-1380) – імам Зейдитської держави у Ємені.